# Coupe des clubs champions européens de handball 1982-1983
Navigation
Coupe des clubs champions 1981-1982 Coupe des clubs champions 1983-1984
La saison 1982-1983 de la Coupe des clubs champions européens de handball met aux prises 34 équipes européennes. Il s’agit de la 23e édition de la compétition organisée par l'IHF.
Le vainqueur est le club ouest-allemand du VfL Gummersbach qui remporte le sacre européen pour la cinquième et dernière fois aux dépens du club soviétique du CSKA Moscou.

## Participants
| Deuxième tour préliminaire | Deuxième tour préliminaire | Deuxième tour préliminaire | Deuxième tour préliminaire | Deuxième tour préliminaire | Deuxième tour préliminaire | Deuxième tour préliminaire | Deuxième tour préliminaire | Deuxième tour préliminaire | Deuxième tour préliminaire | Deuxième tour préliminaire | Deuxième tour préliminaire | Deuxième tour préliminaire | Deuxième tour préliminaire | Deuxième tour préliminaire | Deuxième tour préliminaire | Deuxième tour préliminaire | Deuxième tour préliminaire | Deuxième tour préliminaire | Deuxième tour préliminaire | Deuxième tour préliminaire | Deuxième tour préliminaire | Deuxième tour préliminaire | Deuxième tour préliminaire | Deuxième tour préliminaire | Deuxième tour préliminaire | Deuxième tour préliminaire | Deuxième tour préliminaire | Deuxième tour préliminaire | Deuxième tour préliminaire |
| --- | --- | --- | --- | --- | --- | --- | --- | --- | --- | --- | --- | --- | --- | --- | --- | --- | --- | --- | --- | --- | --- | --- | --- | --- | --- | --- | --- | --- | --- |
| - Budapest Honvéd : tenant du titre - VfL Gummersbach : Champion d'Allemagne de l'Ouest - IF Skovbakken : Champion du Danemark | - Budapest Honvéd : tenant du titre - VfL Gummersbach : Champion d'Allemagne de l'Ouest - IF Skovbakken : Champion du Danemark | - Budapest Honvéd : tenant du titre - VfL Gummersbach : Champion d'Allemagne de l'Ouest - IF Skovbakken : Champion du Danemark | - Budapest Honvéd : tenant du titre - VfL Gummersbach : Champion d'Allemagne de l'Ouest - IF Skovbakken : Champion du Danemark | - Budapest Honvéd : tenant du titre - VfL Gummersbach : Champion d'Allemagne de l'Ouest - IF Skovbakken : Champion du Danemark | - Budapest Honvéd : tenant du titre - VfL Gummersbach : Champion d'Allemagne de l'Ouest - IF Skovbakken : Champion du Danemark | - Budapest Honvéd : tenant du titre - VfL Gummersbach : Champion d'Allemagne de l'Ouest - IF Skovbakken : Champion du Danemark | - Budapest Honvéd : tenant du titre - VfL Gummersbach : Champion d'Allemagne de l'Ouest - IF Skovbakken : Champion du Danemark | - Budapest Honvéd : tenant du titre - VfL Gummersbach : Champion d'Allemagne de l'Ouest - IF Skovbakken : Champion du Danemark | - Budapest Honvéd : tenant du titre - VfL Gummersbach : Champion d'Allemagne de l'Ouest - IF Skovbakken : Champion du Danemark | - Budapest Honvéd : tenant du titre - VfL Gummersbach : Champion d'Allemagne de l'Ouest - IF Skovbakken : Champion du Danemark | - Budapest Honvéd : tenant du titre - VfL Gummersbach : Champion d'Allemagne de l'Ouest - IF Skovbakken : Champion du Danemark | - Budapest Honvéd : tenant du titre - VfL Gummersbach : Champion d'Allemagne de l'Ouest - IF Skovbakken : Champion du Danemark | - Budapest Honvéd : tenant du titre - VfL Gummersbach : Champion d'Allemagne de l'Ouest - IF Skovbakken : Champion du Danemark | - Budapest Honvéd : tenant du titre - VfL Gummersbach : Champion d'Allemagne de l'Ouest - IF Skovbakken : Champion du Danemark | - TSV St. Otmar Saint-Gall : Champion de Suisse - Metaloplastika Šabac : Champion de Yougoslavie | - TSV St. Otmar Saint-Gall : Champion de Suisse - Metaloplastika Šabac : Champion de Yougoslavie | - TSV St. Otmar Saint-Gall : Champion de Suisse - Metaloplastika Šabac : Champion de Yougoslavie | - TSV St. Otmar Saint-Gall : Champion de Suisse - Metaloplastika Šabac : Champion de Yougoslavie | - TSV St. Otmar Saint-Gall : Champion de Suisse - Metaloplastika Šabac : Champion de Yougoslavie | - TSV St. Otmar Saint-Gall : Champion de Suisse - Metaloplastika Šabac : Champion de Yougoslavie | - TSV St. Otmar Saint-Gall : Champion de Suisse - Metaloplastika Šabac : Champion de Yougoslavie | - TSV St. Otmar Saint-Gall : Champion de Suisse - Metaloplastika Šabac : Champion de Yougoslavie | - TSV St. Otmar Saint-Gall : Champion de Suisse - Metaloplastika Šabac : Champion de Yougoslavie | - TSV St. Otmar Saint-Gall : Champion de Suisse - Metaloplastika Šabac : Champion de Yougoslavie | - TSV St. Otmar Saint-Gall : Champion de Suisse - Metaloplastika Šabac : Champion de Yougoslavie | - TSV St. Otmar Saint-Gall : Champion de Suisse - Metaloplastika Šabac : Champion de Yougoslavie | - TSV St. Otmar Saint-Gall : Champion de Suisse - Metaloplastika Šabac : Champion de Yougoslavie | - TSV St. Otmar Saint-Gall : Champion de Suisse - Metaloplastika Šabac : Champion de Yougoslavie | - TSV St. Otmar Saint-Gall : Champion de Suisse - Metaloplastika Šabac : Champion de Yougoslavie |
| Premier tour préliminaire | | | | | | | | | | | | | | | | | | | | | | | | | | | | | |
| - SC Magdebourg : Champion d'Allemagne de l'Est - Raika Köflach : Champion d'Autriche - Sporting Neerpelt : Champion de Belgique - FC Barcelone : Champion d'Espagne - Sjundea IF : Champion de Finlande - USM Gagny : Champion de France - HB Liverpool : Champion de Grande-Bretagne - Ionikós de Néa Filadélfia : Champion de Grèce - Veszprémi Építők : Vice-champion de Hongrie - Vestmanna IF : Champion des Îles Féroé - Hapoël Rehovot : Champion d'Israël | - SC Magdebourg : Champion d'Allemagne de l'Est - Raika Köflach : Champion d'Autriche - Sporting Neerpelt : Champion de Belgique - FC Barcelone : Champion d'Espagne - Sjundea IF : Champion de Finlande - USM Gagny : Champion de France - HB Liverpool : Champion de Grande-Bretagne - Ionikós de Néa Filadélfia : Champion de Grèce - Veszprémi Építők : Vice-champion de Hongrie - Vestmanna IF : Champion des Îles Féroé - Hapoël Rehovot : Champion d'Israël | - SC Magdebourg : Champion d'Allemagne de l'Est - Raika Köflach : Champion d'Autriche - Sporting Neerpelt : Champion de Belgique - FC Barcelone : Champion d'Espagne - Sjundea IF : Champion de Finlande - USM Gagny : Champion de France - HB Liverpool : Champion de Grande-Bretagne - Ionikós de Néa Filadélfia : Champion de Grèce - Veszprémi Építők : Vice-champion de Hongrie - Vestmanna IF : Champion des Îles Féroé - Hapoël Rehovot : Champion d'Israël | - SC Magdebourg : Champion d'Allemagne de l'Est - Raika Köflach : Champion d'Autriche - Sporting Neerpelt : Champion de Belgique - FC Barcelone : Champion d'Espagne - Sjundea IF : Champion de Finlande - USM Gagny : Champion de France - HB Liverpool : Champion de Grande-Bretagne - Ionikós de Néa Filadélfia : Champion de Grèce - Veszprémi Építők : Vice-champion de Hongrie - Vestmanna IF : Champion des Îles Féroé - Hapoël Rehovot : Champion d'Israël | - SC Magdebourg : Champion d'Allemagne de l'Est - Raika Köflach : Champion d'Autriche - Sporting Neerpelt : Champion de Belgique - FC Barcelone : Champion d'Espagne - Sjundea IF : Champion de Finlande - USM Gagny : Champion de France - HB Liverpool : Champion de Grande-Bretagne - Ionikós de Néa Filadélfia : Champion de Grèce - Veszprémi Építők : Vice-champion de Hongrie - Vestmanna IF : Champion des Îles Féroé - Hapoël Rehovot : Champion d'Israël | - SC Magdebourg : Champion d'Allemagne de l'Est - Raika Köflach : Champion d'Autriche - Sporting Neerpelt : Champion de Belgique - FC Barcelone : Champion d'Espagne - Sjundea IF : Champion de Finlande - USM Gagny : Champion de France - HB Liverpool : Champion de Grande-Bretagne - Ionikós de Néa Filadélfia : Champion de Grèce - Veszprémi Építők : Vice-champion de Hongrie - Vestmanna IF : Champion des Îles Féroé - Hapoël Rehovot : Champion d'Israël | - SC Magdebourg : Champion d'Allemagne de l'Est - Raika Köflach : Champion d'Autriche - Sporting Neerpelt : Champion de Belgique - FC Barcelone : Champion d'Espagne - Sjundea IF : Champion de Finlande - USM Gagny : Champion de France - HB Liverpool : Champion de Grande-Bretagne - Ionikós de Néa Filadélfia : Champion de Grèce - Veszprémi Építők : Vice-champion de Hongrie - Vestmanna IF : Champion des Îles Féroé - Hapoël Rehovot : Champion d'Israël | - SC Magdebourg : Champion d'Allemagne de l'Est - Raika Köflach : Champion d'Autriche - Sporting Neerpelt : Champion de Belgique - FC Barcelone : Champion d'Espagne - Sjundea IF : Champion de Finlande - USM Gagny : Champion de France - HB Liverpool : Champion de Grande-Bretagne - Ionikós de Néa Filadélfia : Champion de Grèce - Veszprémi Építők : Vice-champion de Hongrie - Vestmanna IF : Champion des Îles Féroé - Hapoël Rehovot : Champion d'Israël | - SC Magdebourg : Champion d'Allemagne de l'Est - Raika Köflach : Champion d'Autriche - Sporting Neerpelt : Champion de Belgique - FC Barcelone : Champion d'Espagne - Sjundea IF : Champion de Finlande - USM Gagny : Champion de France - HB Liverpool : Champion de Grande-Bretagne - Ionikós de Néa Filadélfia : Champion de Grèce - Veszprémi Építők : Vice-champion de Hongrie - Vestmanna IF : Champion des Îles Féroé - Hapoël Rehovot : Champion d'Israël | - SC Magdebourg : Champion d'Allemagne de l'Est - Raika Köflach : Champion d'Autriche - Sporting Neerpelt : Champion de Belgique - FC Barcelone : Champion d'Espagne - Sjundea IF : Champion de Finlande - USM Gagny : Champion de France - HB Liverpool : Champion de Grande-Bretagne - Ionikós de Néa Filadélfia : Champion de Grèce - Veszprémi Építők : Vice-champion de Hongrie - Vestmanna IF : Champion des Îles Féroé - Hapoël Rehovot : Champion d'Israël | - SC Magdebourg : Champion d'Allemagne de l'Est - Raika Köflach : Champion d'Autriche - Sporting Neerpelt : Champion de Belgique - FC Barcelone : Champion d'Espagne - Sjundea IF : Champion de Finlande - USM Gagny : Champion de France - HB Liverpool : Champion de Grande-Bretagne - Ionikós de Néa Filadélfia : Champion de Grèce - Veszprémi Építők : Vice-champion de Hongrie - Vestmanna IF : Champion des Îles Féroé - Hapoël Rehovot : Champion d'Israël | - SC Magdebourg : Champion d'Allemagne de l'Est - Raika Köflach : Champion d'Autriche - Sporting Neerpelt : Champion de Belgique - FC Barcelone : Champion d'Espagne - Sjundea IF : Champion de Finlande - USM Gagny : Champion de France - HB Liverpool : Champion de Grande-Bretagne - Ionikós de Néa Filadélfia : Champion de Grèce - Veszprémi Építők : Vice-champion de Hongrie - Vestmanna IF : Champion des Îles Féroé - Hapoël Rehovot : Champion d'Israël | - SC Magdebourg : Champion d'Allemagne de l'Est - Raika Köflach : Champion d'Autriche - Sporting Neerpelt : Champion de Belgique - FC Barcelone : Champion d'Espagne - Sjundea IF : Champion de Finlande - USM Gagny : Champion de France - HB Liverpool : Champion de Grande-Bretagne - Ionikós de Néa Filadélfia : Champion de Grèce - Veszprémi Építők : Vice-champion de Hongrie - Vestmanna IF : Champion des Îles Féroé - Hapoël Rehovot : Champion d'Israël | - SC Magdebourg : Champion d'Allemagne de l'Est - Raika Köflach : Champion d'Autriche - Sporting Neerpelt : Champion de Belgique - FC Barcelone : Champion d'Espagne - Sjundea IF : Champion de Finlande - USM Gagny : Champion de France - HB Liverpool : Champion de Grande-Bretagne - Ionikós de Néa Filadélfia : Champion de Grèce - Veszprémi Építők : Vice-champion de Hongrie - Vestmanna IF : Champion des Îles Féroé - Hapoël Rehovot : Champion d'Israël | - SC Magdebourg : Champion d'Allemagne de l'Est - Raika Köflach : Champion d'Autriche - Sporting Neerpelt : Champion de Belgique - FC Barcelone : Champion d'Espagne - Sjundea IF : Champion de Finlande - USM Gagny : Champion de France - HB Liverpool : Champion de Grande-Bretagne - Ionikós de Néa Filadélfia : Champion de Grèce - Veszprémi Építők : Vice-champion de Hongrie - Vestmanna IF : Champion des Îles Féroé - Hapoël Rehovot : Champion d'Israël | - Vikingur Reykjavik : Champion d'Islande - Cividin Trieste : Champion d'Italie - HBC Schifflange : Champion du Luxembourg - Fredensborg/Ski IL : Champion de Norvège - V&L Handbal Geleen : Champion des Pays-Bas - Sporting Portugal : Champion du Portugal - Steaua Bucarest : Champion de Roumanie - IK Heim : Champion de Suède - Dukla Prague : Champion de Tchécoslovaquie - İstanbul Bankası Yenişehir : Champion de Turquie - CSKA Moscou : Champion d'Union soviétique | - Vikingur Reykjavik : Champion d'Islande - Cividin Trieste : Champion d'Italie - HBC Schifflange : Champion du Luxembourg - Fredensborg/Ski IL : Champion de Norvège - V&L Handbal Geleen : Champion des Pays-Bas - Sporting Portugal : Champion du Portugal - Steaua Bucarest : Champion de Roumanie - IK Heim : Champion de Suède - Dukla Prague : Champion de Tchécoslovaquie - İstanbul Bankası Yenişehir : Champion de Turquie - CSKA Moscou : Champion d'Union soviétique | - Vikingur Reykjavik : Champion d'Islande - Cividin Trieste : Champion d'Italie - HBC Schifflange : Champion du Luxembourg - Fredensborg/Ski IL : Champion de Norvège - V&L Handbal Geleen : Champion des Pays-Bas - Sporting Portugal : Champion du Portugal - Steaua Bucarest : Champion de Roumanie - IK Heim : Champion de Suède - Dukla Prague : Champion de Tchécoslovaquie - İstanbul Bankası Yenişehir : Champion de Turquie - CSKA Moscou : Champion d'Union soviétique | - Vikingur Reykjavik : Champion d'Islande - Cividin Trieste : Champion d'Italie - HBC Schifflange : Champion du Luxembourg - Fredensborg/Ski IL : Champion de Norvège - V&L Handbal Geleen : Champion des Pays-Bas - Sporting Portugal : Champion du Portugal - Steaua Bucarest : Champion de Roumanie - IK Heim : Champion de Suède - Dukla Prague : Champion de Tchécoslovaquie - İstanbul Bankası Yenişehir : Champion de Turquie - CSKA Moscou : Champion d'Union soviétique | - Vikingur Reykjavik : Champion d'Islande - Cividin Trieste : Champion d'Italie - HBC Schifflange : Champion du Luxembourg - Fredensborg/Ski IL : Champion de Norvège - V&L Handbal Geleen : Champion des Pays-Bas - Sporting Portugal : Champion du Portugal - Steaua Bucarest : Champion de Roumanie - IK Heim : Champion de Suède - Dukla Prague : Champion de Tchécoslovaquie - İstanbul Bankası Yenişehir : Champion de Turquie - CSKA Moscou : Champion d'Union soviétique | - Vikingur Reykjavik : Champion d'Islande - Cividin Trieste : Champion d'Italie - HBC Schifflange : Champion du Luxembourg - Fredensborg/Ski IL : Champion de Norvège - V&L Handbal Geleen : Champion des Pays-Bas - Sporting Portugal : Champion du Portugal - Steaua Bucarest : Champion de Roumanie - IK Heim : Champion de Suède - Dukla Prague : Champion de Tchécoslovaquie - İstanbul Bankası Yenişehir : Champion de Turquie - CSKA Moscou : Champion d'Union soviétique | - Vikingur Reykjavik : Champion d'Islande - Cividin Trieste : Champion d'Italie - HBC Schifflange : Champion du Luxembourg - Fredensborg/Ski IL : Champion de Norvège - V&L Handbal Geleen : Champion des Pays-Bas - Sporting Portugal : Champion du Portugal - Steaua Bucarest : Champion de Roumanie - IK Heim : Champion de Suède - Dukla Prague : Champion de Tchécoslovaquie - İstanbul Bankası Yenişehir : Champion de Turquie - CSKA Moscou : Champion d'Union soviétique | - Vikingur Reykjavik : Champion d'Islande - Cividin Trieste : Champion d'Italie - HBC Schifflange : Champion du Luxembourg - Fredensborg/Ski IL : Champion de Norvège - V&L Handbal Geleen : Champion des Pays-Bas - Sporting Portugal : Champion du Portugal - Steaua Bucarest : Champion de Roumanie - IK Heim : Champion de Suède - Dukla Prague : Champion de Tchécoslovaquie - İstanbul Bankası Yenişehir : Champion de Turquie - CSKA Moscou : Champion d'Union soviétique | - Vikingur Reykjavik : Champion d'Islande - Cividin Trieste : Champion d'Italie - HBC Schifflange : Champion du Luxembourg - Fredensborg/Ski IL : Champion de Norvège - V&L Handbal Geleen : Champion des Pays-Bas - Sporting Portugal : Champion du Portugal - Steaua Bucarest : Champion de Roumanie - IK Heim : Champion de Suède - Dukla Prague : Champion de Tchécoslovaquie - İstanbul Bankası Yenişehir : Champion de Turquie - CSKA Moscou : Champion d'Union soviétique | - Vikingur Reykjavik : Champion d'Islande - Cividin Trieste : Champion d'Italie - HBC Schifflange : Champion du Luxembourg - Fredensborg/Ski IL : Champion de Norvège - V&L Handbal Geleen : Champion des Pays-Bas - Sporting Portugal : Champion du Portugal - Steaua Bucarest : Champion de Roumanie - IK Heim : Champion de Suède - Dukla Prague : Champion de Tchécoslovaquie - İstanbul Bankası Yenişehir : Champion de Turquie - CSKA Moscou : Champion d'Union soviétique | - Vikingur Reykjavik : Champion d'Islande - Cividin Trieste : Champion d'Italie - HBC Schifflange : Champion du Luxembourg - Fredensborg/Ski IL : Champion de Norvège - V&L Handbal Geleen : Champion des Pays-Bas - Sporting Portugal : Champion du Portugal - Steaua Bucarest : Champion de Roumanie - IK Heim : Champion de Suède - Dukla Prague : Champion de Tchécoslovaquie - İstanbul Bankası Yenişehir : Champion de Turquie - CSKA Moscou : Champion d'Union soviétique | - Vikingur Reykjavik : Champion d'Islande - Cividin Trieste : Champion d'Italie - HBC Schifflange : Champion du Luxembourg - Fredensborg/Ski IL : Champion de Norvège - V&L Handbal Geleen : Champion des Pays-Bas - Sporting Portugal : Champion du Portugal - Steaua Bucarest : Champion de Roumanie - IK Heim : Champion de Suède - Dukla Prague : Champion de Tchécoslovaquie - İstanbul Bankası Yenişehir : Champion de Turquie - CSKA Moscou : Champion d'Union soviétique | - Vikingur Reykjavik : Champion d'Islande - Cividin Trieste : Champion d'Italie - HBC Schifflange : Champion du Luxembourg - Fredensborg/Ski IL : Champion de Norvège - V&L Handbal Geleen : Champion des Pays-Bas - Sporting Portugal : Champion du Portugal - Steaua Bucarest : Champion de Roumanie - IK Heim : Champion de Suède - Dukla Prague : Champion de Tchécoslovaquie - İstanbul Bankası Yenişehir : Champion de Turquie - CSKA Moscou : Champion d'Union soviétique | - Vikingur Reykjavik : Champion d'Islande - Cividin Trieste : Champion d'Italie - HBC Schifflange : Champion du Luxembourg - Fredensborg/Ski IL : Champion de Norvège - V&L Handbal Geleen : Champion des Pays-Bas - Sporting Portugal : Champion du Portugal - Steaua Bucarest : Champion de Roumanie - IK Heim : Champion de Suède - Dukla Prague : Champion de Tchécoslovaquie - İstanbul Bankası Yenişehir : Champion de Turquie - CSKA Moscou : Champion d'Union soviétique | - Vikingur Reykjavik : Champion d'Islande - Cividin Trieste : Champion d'Italie - HBC Schifflange : Champion du Luxembourg - Fredensborg/Ski IL : Champion de Norvège - V&L Handbal Geleen : Champion des Pays-Bas - Sporting Portugal : Champion du Portugal - Steaua Bucarest : Champion de Roumanie - IK Heim : Champion de Suède - Dukla Prague : Champion de Tchécoslovaquie - İstanbul Bankası Yenişehir : Champion de Turquie - CSKA Moscou : Champion d'Union soviétique |

## Tour préliminaire

### Premier tour
| Équipe                     | Aller   | Total   | Retour  | Équipe             |
| -------------------------- | ------- | ------- | ------- | ------------------ |
| Dukla Prague               | 29 – 22 | 51 – 32 | 22 – 10 | Raika Köflach      |
| Vikingur Reykjavik         | 35 – 19 | 62 – 42 | 27 – 23 | Vestmanna IF       |
| FC Barcelone               | 32 – 25 | 64 – 43 | 32 – 18 | Sporting Portugal  |
| Hapoël Rehovot             | 40 – 10 | 75 – 25 | 35 – 15 | HB Liverpool       |
| IK Heim                    | 32 – 23 | 62 – 49 | 30 – 26 | Fredensborg/Ski IL |
| Sporting Neerpelt          | 20 – 16 | 32 – 37 | 12 – 21 | V&L Handbal Geleen |
| Ionikós de Néa Filadélfia  | 28 – 34 | 45 – 70 | 17 – 36 | Steaua Bucarest    |
| SC Magdebourg              | 29 – 24 | 59 – 42 | 30 – 18 | Cividin Trieste    |
| HBC Schifflange            | 17 – 25 | 35 – 59 | 18 – 34 | USM Gagny          |
| İstanbul Bankası Yenişehir | 19 – 26 | 37 – 57 | 18 – 31 | Veszprémi Építők   |
| Sjundeå IF                 | 27 – 27 | 46 – 63 | 19 – 36 | CSKA Moscou        |

### Deuxième tour
| Équipe          | Aller   | Total    | Retour  | Équipe                   |
| --------------- | ------- | -------- | ------- | ------------------------ |
| IF Skovbakken   | 18 – 21 | 38 – 45  | 20 – 24 | VfL Gummersbach          |
| Dukla Prague    | 23 – 15 | 41 – 34  | 18 – 19 | Vikingur Reykjavik       |
| FC Barcelone    | 25 – 16 | 55 – 24  | 30 – 8  | Hapoël Rehovot           |
| IK Heim         | 32 – 20 | 51 – 36  | 19 – 16 | TSV St. Otmar Saint-Gall |
| Budapest Honvéd | 30 – 21 | 56 – 34  | 26 – 13 | V&L Handbal Geleen       |
| Steaua Bucarest | 22 – 18 | 40 – 40¹ | 18 – 22 | Metaloplastika Šabac     |
| SC Magdebourg   | 33 – 16 | 51 – 43  | 29 – 27 | USM Gagny                |
| CSKA Moscou     | 31 – 19 | 61 – 44  | 30 – 25 | Veszprémi Építők         |

¹ Le Metaloplastika Šabac et le Steaua Bucarest étant à égalité parfaite à l'issue des deux matchs, la victoire s'est décidée par une séance de jets de 7 mètres, remportée 5 à 4 par le Metaloplastika.

## Phase finale
| \| Budapest Magdebourg Barcelone Prague Moscou Gummersbach Göteborg Šabac \| Localisation des équipes en phase finale. |
| Budapest Magdebourg Barcelone Prague Moscou Gummersbach Göteborg Šabac                                                 |

|  | Quarts de finale     | Quarts de finale     | Quarts de finale | Quarts de finale |                      |                      | Demi-finales | Demi-finales | Demi-finales | Demi-finales |  |  | Finale | Finale | Finale | Finale |
|  |                      |                      |                  |                  |                      |                      |              |              |              |              |  |  |        |        |        |        |
|  |                      |                      |                  |                  |                      |                      |              |              |              |              |  |  |        |        |        |        |
|  |                      |                      |                  |                  |                      |                      |              |              |              |              |  |  |        |        |        |        |
|  | Dukla Prague         | Dukla Prague         | 19               | 16               |                      |                      |              |              |              |              |  |  |        |        |        |        |
|  | Dukla Prague         | Dukla Prague         | 19               | 16               |                      |                      |              |              |              |              |  |  |        |        |        |        |
|  | VfL Gummersbach      | VfL Gummersbach      | 18               | 17               |                      |                      |              |              |              |              |  |  |        |        |        |        |
|  | VfL Gummersbach      | VfL Gummersbach      | 18               | 17               | VfL Gummersbach      | VfL Gummersbach      | 21           | 23           |              |              |  |  |        |        |        |        |
|  |                      |                      |                  |                  | VfL Gummersbach      | VfL Gummersbach      | 21           | 23           |              |              |  |  |        |        |        |        |
|  |                      |                      | FC Barcelone     | FC Barcelone     | 16                   | 22                   |              |              |              |              |  |  |        |        |        |        |
|  | IK Heim              | IK Heim              | FC Barcelone     | FC Barcelone     | 16                   | 22                   | 16           | 18           |              |              |  |  |        |        |        |        |
|  | IK Heim              | IK Heim              |                  |                  |                      |                      |              | 18           |              |              |  |  |        |        |        |        |
|  | FC Barcelone         | FC Barcelone         | 20               | 26               |                      |                      |              |              |              |              |  |  |        |        |        |        |
|  | FC Barcelone         | FC Barcelone         | 20               | 26               | CSKA Moscou          | CSKA Moscou          | 15           | 14           |              |              |  |  |        |        |        |        |
|  |                      |                      |                  |                  | CSKA Moscou          | CSKA Moscou          | 15           | 14           |              |              |  |  |        |        |        |        |
|  |                      |                      | VfL Gummersbach  | VfL Gummersbach  | 19                   | 13                   |              |              |              |              |  |  |        |        |        |        |
|  | Budapest Honvéd      | Budapest Honvéd      | VfL Gummersbach  | VfL Gummersbach  | 19                   | 13                   | 19           | 20           |              |              |  |  |        |        |        |        |
|  | Budapest Honvéd      | Budapest Honvéd      |                  |                  |                      |                      |              |              |              |              |  |  |        |        |        |        |
|  | Metaloplastika Šabac | Metaloplastika Šabac | 15               | 32               |                      |                      |              |              |              |              |  |  |        |        |        |        |
|  | Metaloplastika Šabac | Metaloplastika Šabac | 15               | 32               | Metaloplastika Šabac | Metaloplastika Šabac | 23           | 24           |              |              |  |  |        |        |        |        |
|  |                      |                      |                  |                  | Metaloplastika Šabac | Metaloplastika Šabac | 23           | 24           |              |              |  |  |        |        |        |        |
|  |                      |                      | CSKA Moscou      | CSKA Moscou      | 17                   | 32                   |              |              |              |              |  |  |        |        |        |        |
|  | CSKA Moscou          | CSKA Moscou          | CSKA Moscou      | CSKA Moscou      | 17                   | 32                   | 30           | 24           |              |              |  |  |        |        |        |        |
|  | CSKA Moscou          | CSKA Moscou          |                  |                  |                      |                      |              | 24           |              |              |  |  |        |        |        |        |
|  | SC Magdebourg        | SC Magdebourg        | 17               | 32               |                      |                      |              |              |              |              |  |  |        |        |        |        |
|  | SC Magdebourg        | SC Magdebourg        | 17               | 32               |                      |                      |              |              |              |              |  |  |        |        |        |        |
|  |                      |                      |                  |                  |                      |                      |              |              |              |              |  |  |        |        |        |        |

### Quarts de finale
| Équipe          | Aller   | Total    | Retour  | Équipe               |
| --------------- | ------- | -------- | ------- | -------------------- |
| Dukla Prague    | 19 – 18 | 35 – 35¹ | 16 – 17 | VfL Gummersbach      |
| IK Heim         | 16 – 20 | 34 – 46  | 18 – 26 | FC Barcelone         |
| Budapest Honvéd | 19 – 15 | 39 – 47  | 20 – 32 | Metaloplastika Šabac |
| CSKA Moscou     | 30 – 17 | 54 – 49  | 24 – 32 | SC Magdebourg        |

¹ Le VfL Gummersbach est qualifié selon la règle du nombre de buts marqués à l'extérieur.

### Demi-finales
| Équipe               | Aller   | Total   | Retour  | Équipe       |
| -------------------- | ------- | ------- | ------- | ------------ |
| VfL Gummersbach      | 21 – 16 | 44 – 38 | 23 – 22 | FC Barcelone |
| Metaloplastika Šabac | 23 – 17 | 39 – 42 | 16 – 25 | CSKA Moscou  |

### Finale
La finale s'est déroulée en matchs aller-retour et a vu le VfL Gummersbach remporter son cinquième titre.
| Club        | Aller   | Total   | Retour  | Club            |
| ----------- | ------- | ------- | ------- | --------------- |
| CSKA Moscou | 15 – 19 | 29 – 32 | 14 – 13 | VfL Gummersbach |

#### Finale aller
| 24 avril 1983 14h00 | CSKA Moscou          | 15 – 19 | VfL Gummersbach | Palais des sports du CSKA, Moscou Affluence : 3 000 Arbitrage : Terje Anthonsen, Øivind Bolstad |
| 24 avril 1983 14h00 | Anatoli Fedioukine 8 | (8–13)  | Frank Dammann 5 | Palais des sports du CSKA, Moscou Affluence : 3 000 Arbitrage : Terje Anthonsen, Øivind Bolstad |
| 24 avril 1983 14h00 | ×1 ×3                |         | ×1 ×5           | Palais des sports du CSKA, Moscou Affluence : 3 000 Arbitrage : Terje Anthonsen, Øivind Bolstad |

- CSKA Moscou : Mykola Tomine (1 dont 1 pen.), Vadim Valeysho – Anatoli Fedioukine  (8 buts dont 1 pen.), Alexeï Zhouk (1), Mikhaïl Vassiliev (3), Adrian Belov , Alexandre Rimanov , Iouri Kidaev (1), Evgueni Tchernichov  , Igor Sasankov, Bjersins (1). Entraîneur : Iouri Solomko.
- VfL Gummersbach : Andreas Thiel, Ulrich Theis – Claus Fey (2) , Heiner Brand  (2)  , Erhard Wunderlich (4 dont 2 pen.), Frank Dammann (5 ), Dirk Rauin (2), Thomas Krokowski (2), Gerd Rosendahl , Franz-Josef Salewski (2 ), Markus Hütt, Christian Fitzek. Entraîneur : Petre Ivănescu.

#### Finale retour
| 1er mai 1983 15h30 | VfL Gummersbach      | 13 – 14 | CSKA Moscou     | Westfalenhallen, Dortmund Affluence : 12 000 Arbitrage : Milan Valčić, Milan Mitrović |
| 1er mai 1983 15h30 | Anatoli Fedioukine 8 | (4-7)   | Frank Dammann 5 | Westfalenhallen, Dortmund Affluence : 12 000 Arbitrage : Milan Valčić, Milan Mitrović |
| 1er mai 1983 15h30 | ×1                   |         | ×1 ×3           | Westfalenhallen, Dortmund Affluence : 12 000 Arbitrage : Milan Valčić, Milan Mitrović |

- VfL Gummersbach : Andreas Thiel, Ulrich Theis – Claus Fey (4 ), Heiner Brand , Erhard Wunderlich (7 dont 3 pen.), Frank Dammann, Dirk Rauin, Thomas Krokowski (2), Gerd Rosendahl , Franz-Josef Salewski, Markus Hütt, Christian Fitzek. Entraîneur : Petre Ivănescu.
- CSKA Moscou : Mykola Tomine Vadim Valeysho – Anatoli Fedioukine  (1), Alexeï Zhouk (2), Mikhaïl Vassiliev (2), Adrian Belov , Alexandre RymRimanovnov , Iouri Kidaev (2 ), Evgueni Tchernichov , Vassil Baran (7 dont 4 pen.), Igor Sasankov. Entraîneur : Iouri Solomko.

## Le champion d'Europe
| Champion d'Europe IHF Coupe des clubs champions 1982-1983 VfL Gummersbach 5e titre |

L'effectif du VfL Gummersbach était :
| Gardiens de but - Andreas Thiel - Ulrich Theis Joueurs de champ - Claus Fey | - Heiner Brand - Erhard Wunderlich - Frank Dammann - Dirk Rauin - Thomas Krokowski - Gerd Rosendahl | - Franz-Josef Salewski - Markus Hütt - Christian Fitzek Entraîneur - Petre Ivănescu |